# Leova
Leova (russisch Леова Leowa jiddisch לעאָוואַ) ist eine Stadt am linken Ufer des Pruth im Südwesten der Republik Moldau mit 7400 Einwohnern (2014).
Die 1489 in Bessarabien gegründete Ortschaft erhielt 1940 den Status einer Stadt und ist das administrative Zentrum des 745 km² großen Rajon Leova mit insgesamt 51.000 Einwohnern. (2014)
Der Ort liegt an der Grenze zu Rumänien und ist über die Regionalstraße R–34 an das moldauische Straßennetz angebunden. Die Hauptstadt Chișinău liegt 95 km nordöstlich von Leova.

## Einwohnerentwicklung
| Jahr | Einwohner |
| ---- | --------- |
| 1857 | 697       |
| 1923 | 3.422     |
| 2004 | 10.027    |
| 2014 | 7.443     |

Quelle: 1857–2004, 2014

## Persönlichkeiten
- Yulia Tsibulskaya (* 1933), moldauisch-russische Komponistin und Musikwissenschaftlerin